# Bouna Coundoul
Bouna Coundoul, né le 4 mars 1982 à Dakar, est un footballeur international sénégalais qui joue au poste de gardien de but.

## Biographie

### En club
En 1996, il est envoyé par son père à New York pour rejoindre ses trois frères aînés. Parallèlement à ses études, il joue ainsi dans l'équipe de soccer de son lycée puis dans celle de l'université d'Albany (capitale de l'état de New York). Il est ainsi intégré à la Draft de 2005 et commence sa carrière professionnelle en Major League Soccer après avoir été choisi par Rapids du Colorado. En 2009, il signe aux Red Bulls de New York. Après deux saisons et une cinquantaine de rencontres disputées, il est libéré par le club américain en novembre 2011.
En février 2012, il est testé par le club anglais de Doncaster Rovers mais n'est pas conservé. En mars, il est recruté par le club finlandais de Vaasan Palloseura après avoir satisfait les dirigeants lors d'un test.

### En sélection
Il participe à la Coupe d'Afrique des nations 2008 avec l'équipe du Sénégal et prend part à sa première sélection lors du dernier match des siens face à l'Afrique du Sud. Quatre ans plus tard, il est le gardien titulaire pour les deux premiers matches du Sénégal lors de la Coupe d'Afrique des nations 2012.

## Liens  externes
- Ressources relatives au sport :   - BDFA
  - FBref
  - FootballDatabase
  - Kicker
  - MLS
  - National Football Teams
  - Soccerway
  - Transfermarkt
  - Transfermarkt (managers)